# Encaje de malla de Luanco
El encaje de malla de Luanco es una técnica de encaje que se elabora en tres fases diferenciadas, sobre una red de retícula cuadrada en la que se marca el dibujo que la bordadora realiza a base de diferentes puntos y recursos técnicos.

## Historia
Los primeros rastros documentales sobre la presencia de estos encajes en Luanco nos conducen al inventario del ajuar de una novia en la segunda mitad del siglo XVII, cuyas ropas más preciadas se adornaban con diferentes tipos de encajes, randas, mallas, etc. Constatada su existencia no están todavía exhaustivamente estudiadas las fuentes que nos puedan permitir una reflexión generosa y documentada sobre su evolución.
A lo largo del siglo XIX, una veintena de referencias a la incorporación de los encajes de malla a diversas piezas de los ajuares domésticos y ropas de uso personal, nos permiten suponer una generalización de su producción, uso y comercialización que traspasaba las fronteras locales y nacionales.
En lo que respecta al ámbito nacional, en 1852, María Micaela Valdés Busto y Rufina Fernández Perdones, declaran haber vendido al zamorano Pedro Díaz de Fermoselle 800 varas de malla y 20 cortes para albas. Entre 1842 y 1875, se han podido estudiar varios inventarios y relaciones de ajuares en los que la malla aparece como una guarnición de sábanas, almohadas o servilletas. En 1847, Purificación Alvargonzález, hace mención a las mallas compradas en Luanco y al envío de remesas a La Habana. En 1861, Leopoldo García reconoce una deuda de 1080 reales por la malla que se había llevado a La Habana, por tanto, la implantación ultramarina de esta labor artesanal se adelanta en varios lustros a las fechas que se venían utilizando hasta el momento. En 1875, conocemos la existencia de un comercio de textiles en Luanco, estando documentado que las hermanas María Jesús, Gertrudis y Manuela González-Pola Miranda se dedicaban a la elaboración y comercio de estos encajes
Se conservan piezas de indudable interés en varias colecciones de Luanco y Madrid, un gran número de ellas fechadas entre los siglos XVII y XX, que anulan las teorías que hacían coincidir el inicio de tal actividad artesanal con el de las enseñanzas del Instituto Santísimo Cristo del Socorro (Luanco) en el último tercio del siglo XIX. Efectivamente tal institución tuvo un papel relevante en la formación de las artesanas que habían de formar los primeros talleres conocidos, dedicados a la elaboración y comercialización a media escala de estos encajes. Asumiendo al propio tiempo las innovaciones técnicas y de dibujos que comenzaron a difundirse a través de las revistas especializadas francesas,inglesas, alemanas o italianas, que serán responsables de una renovación en los puntos, técnicas y repertorios, y el abandono de las formas y técnicas tradicionales. Una de las grandes colecciones de referencia para el Encaje de Mallas de Luanco es la conocida como Colección Pedagógico Textil de la Universidad Complutense de Madrid, en la que la especialista española María Ángeles González de Mena identificó varias piezas de los siglos XVIII al XX procedentes de Luanco, realizadas con técnicas propias tradicionales y dibujos peculiares que identificaban estas mallas y que puso bajo la denominación "Escuela de Luanco". La primera mitad del siglo XX, y muy especialmente desde la Exposición de Labores de 1926, son los años dorados en la producción y comercialización del encaje. Surgen en esta época los talleres más famosos que le dieron a la malla luanquina una proyección nacional e internacional: Hermanas Pedrera, Hermanos Ramos, Hermanos Morí, Taller Parroquial con María González-Pola, Taller de Falange dirigido por Pilar Morí... además de un buen número de artesanas y talleres de mucha menor entidad, pero no inferiores en calidad.
En la actualidad el registro de marca “Malla de Luanco” está  bajo la administración del Ayuntamiento de Gozón.

## Herramientas y elaboración

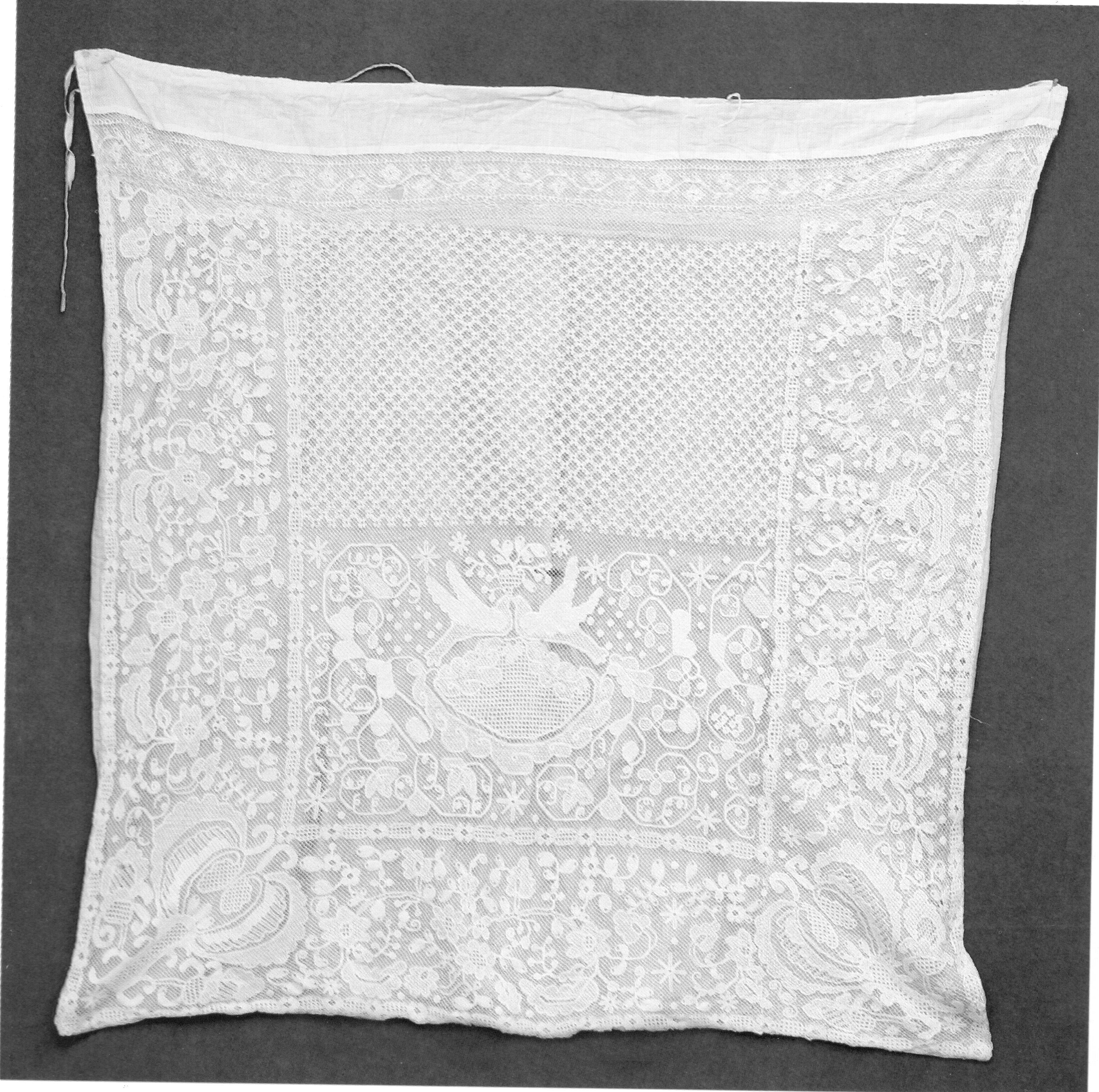
Malla

Las herramientas utilizadas para la elaboración de la malla son: el hilo, la aguja lanzadera, el mallero, el tentemozo y el bastidor.
Primero se confecciona el tejido base, la malla. En el tentemozo (barra vertical que la encajera sujeta con los pies), la mallera sujeta la malla mientras la va confeccionando.
El siguiente paso es el bordado de la malla , que consta de dos fases: el diseño y marcado del dibujo (con la malla colocada y perfectamente tensada en el bastidor , la marcadora perfila con un hilo más grueso el dibujo que se quiere bordar) y el bordado (combinando una gran variedad de puntos).
Finalmente, con el encaje aún en el bastidor, se le da apresto (tradicionalmente a base de cola de pescado) dejándolo secar al aire para después recortarlo.